# Бер, Генрих фон
Барон Генрих фон Бер (нем. Heinrich von Behr, 26 июня 1902 — 14 августа 1983) — немецкий военачальник, генерал-майор вермахта и бундесвера, командующий 90-й моторизованной дивизией во время Второй мировой войны. Кавалер Рыцарского креста Железного креста с Дубовыми листьями, высшего ордена нацистской Германии. Взят в плен войсками Великобритании в апреле 1945 года. Освобождён из плена в 1947 году. После войны служил в бундесвере.

## Награды
- Железный крест (1939)
  - 2-го класса (20 апреля 1940)
  - 1-го класса (24 июня 1940)
- Нагрудный знак «За ближний бой»
  - в бронзе
- Рыцарский крест Железного креста с Дубовыми листьями
  - Рыцарский крест Железного креста (23 февраля 1944)
  - Рыцарский крест Железного креста с Дубовыми листьями (9 января 1945)
- Кавалерский крест ордена «За заслуги перед Федеративной Республикой Германия» (19 сентября 1962)